# Pungitius hellenicus
Pungitius hellenicus är en fiskart som beskrevs av Stephanidis, 1971. Pungitius hellenicus ingår i släktet Pungitius och familjen spiggfiskar. IUCN kategoriserar arten globalt som akut hotad. Inga underarter finns listade i Catalogue of Life.